# Philonthus rufipes
Philonthus rufipes är en skalbaggsart som först beskrevs av Stephens 1832.  Philonthus rufipes ingår i släktet Philonthus, och familjen kortvingar. Enligt den svenska rödlistan är arten nationellt utdöd i Sverige. . Arten har tidigare förekommit i Götaland men är numera lokalt utdöd. Artens livsmiljö är havsstränder, jordbrukslandskap.